# Dios (escriptor)
Dios (en llatí Dius, en grec Δῖος) fou un escriptor probablement fenici, però de cultura grega, autor d'una història dels fenicis, un fragment de la qual, referent a Salomó d'Israel i Hiram I, el constructor del Temple de Jerusalem fou conservada per Flavi Josep.